# Petersberg (Bad Hersfeld)
Petersberg ist ein Stadtteil von Bad Hersfeld im osthessischen Landkreis Hersfeld-Rotenburg.

## Geographie
Der Stadtteil liegt etwa drei Kilometer östlich der Innenstadt von Bad Hersfeld auf dem gleichnamigen etwa 285 m ü. NN hohen Berg. Petersberg ist mit dem westlich, unterhalb gelegenen Stadtteil Hohe Luft zusammengewachsen. Die Gemarkungsgrenze befindet sich zwischen der Gartenstraße und der Königsberger Straße bzw. der Thorner Straße und zieht sich weiter zwischen der Spessartstraße und der Görlitzer Straße und überquert hier den Friedhof.

Gedenkstein zur Nebenerwerbssiedlung Wilhelmshof

Zum Ort gehört der Wilhelmshof mit seinem fast kreisrunden Weiher. Er hat vermutlich den gleichen Ursprung wie das Seeloch in Kathus. Weiterhin gehören die oberen Bereiche des Helfersgrundes und größere Teile von Kühnbach (ehemaliger Hofanlage) zur Ortsgemarkung von Petersberg.
Das bebaute Gebiet liegt auf 250 m ü. NN am Friedhof und steigt bis auf 285 m ü. NN auf dem höchsten Punkt vom Petersberg an.

## Geschichte

### Ortsgeschichte
Die älteste bekannte Erwähnung erfolgte als Abt Bernhar der Abtei Hersfeld im Jahr 1003 auf dem Berg eine Benediktinerpropstei gründete und sie dem Apostel Petrus weihte. Dies gab dem Berg und der Siedlung um das Kloster seinen Namen. Die Siedlung hatte eine eigene Pfarrkirche „Sancti Mariani“, die dem Heiligen Marian geweiht war. Sie stand außerhalb des Klosters und wurde im Jahr 1331 das erste Mal erwähnt, als sie der Propstei übertragen wurde.
Im Streit um die Vogteirechte für den Petersberg („advocatio Hersfeldensis in monte sancti Petri“) zwischen der Abtei und dem Landgrafen Ludwig III. von Thüringen obsiegte der Abt Siegfried im Jahr 1181 auf dem Reichstag in Erfurt. 1215 wurde das Vogteirecht der Abtei erneut bestätigt, und die Propstei wurde weiter ausgebaut. Wegen aufkommender Konflikte mit der aufstrebenden und nach Unabhängigkeit trachtenden Stadt Hersfeld, der Nähe der hessisch landgräflichen Enklave, dem  Amt Friedewald, kann angenommen werden, dass das Kloster weiter befestigt wurde. Dies ist für die Propstei Johannesberg und auch für die Abtsburg Eichhof nachweisbar. Für das Territorium der Propstei siehe Gericht Petersberg.
Auch gegen eigene Lehensmänner musste sich die Propstei Petersberg erwehren. Die Herren von Buchenau hatten große Teile des benachbarten Amtes Schildschlag und zeitweise auch den Johannesberg von der Abtei Hersfeld zu Lehen erhalten. Sie wollten auch die Kontrolle über den Petersberg erlangen, so kam es auch von dieser Seite zu Übergriffen auf den Petersberg.
Der letzte Propst war Nikolaus, er starb im Jahr 1622. Wie schon das Mutterkloster einige Jahre zuvor, wurde die Propstei aufgelöst und von Erbprinz Otto von Hessen-Kassel verwaltet. Aus dem Kloster wurde eine Meierei. Die Meierei brannte am 4. August 1800 nieder. Die Reste der Gebäude wurden vermutlich 1802 beim Aufbau der Domäne Wilhelmshof wiederverwendet, sodass heute vor Ort nur noch sehr wenig an das Kloster und die sonstige mittelalterliche Bebauung erinnert.
Am 15. April 1710 kam es zwischen Hersfelder und Petersberger Bürgern zu Streitigkeiten um Weiderechte auf dem Obersberg. Die fehdeartigen Ausschreitungen werden in der Folge als Kuhtrifft-Bataille bezeichnet.
Zwischen 1754 und 1755 wurde auf dem höchsten Punkt des Petersberges eine neue Pfarrkirche erbaut. Sie wurde auf den Grundmauern einer alten Kirche gebaut, die Archäologen eventuell in das 9. Jahrhundert datieren. Vermutlich ist es die Kirche des Heiligen Marian.
Die Wasserversorgung im Dorf fand bis 1911 noch per Hand durch den alten etwa 40 Meter tiefen Klosterbrunnen statt. Der Klosterbrunnen wurde zuletzt im Jahr 1947 genutzt, als es im Sommer eine länger anhaltende Dürre gab. Er wurde später wegen eines Hausbaus zugeschüttet. Von 1911 bis 1961 wurde eine Wasserpumpe mit Hilfe von einem Windrad betrieben. Eine Straße mit dem Namen „Am Windrad“ und das Windradfest erinnern noch an das frühere Wahrzeichen des Dorfes.
Zum 31. Dezember 1971 wurde im Zuge der Gebietsreform in Hessen die bis dahin selbständige Gemeinde Petersberg in die Kreisstadt Bad Hersfeld eingegliedert. Für den Stadtteil Petersberg wurde ein Ortsbezirk mit Ortsbeirat und Ortsvorsteher nach der Hessischen Gemeindeordnung eingerichtet.
Von 2007 bis 2009 baute die Firma Grenzebach BSH ihre Verwaltungs- und Fertigungsgebäude im Helfersgrund neu und jenseits der Bundesautobahn 4 errichtete 2009 das Internetkaufhaus Amazon.de sein neues Logistikzentrum im neuen Gewerbegebiet Kühnbach.

### Einwohnerentwicklung
Im Jahr 1610 gab es neun Familien und 1747 nur noch vier.
| Petersberg: Einwohnerzahlen von 1834 bis 2011 | Petersberg: Einwohnerzahlen von 1834 bis 2011 | Petersberg: Einwohnerzahlen von 1834 bis 2011 | Petersberg: Einwohnerzahlen von 1834 bis 2011 | Petersberg: Einwohnerzahlen von 1834 bis 2011 |
| --- | --------------------------------------------- | --------------------------------------------- | --------------------------------------------- | --------------------------------------------- |
| Jahr |                                               |                                               |                                               | Einwohner                                     |
| 1834 | 1834                                          |                                               | 117                                           | 117                                           |
| 1840 | 1840                                          |                                               | 152                                           | 152                                           |
| 1846 | 1846                                          |                                               | 200                                           | 200                                           |
| 1852 | 1852                                          |                                               | 198                                           | 198                                           |
| 1858 | 1858                                          |                                               | 194                                           | 194                                           |
| 1864 | 1864                                          |                                               | 174                                           | 174                                           |
| 1871 | 1871                                          |                                               | 150                                           | 150                                           |
| 1875 | 1875                                          |                                               | 160                                           | 160                                           |
| 1885 | 1885                                          |                                               | 181                                           | 181                                           |
| 1895 | 1895                                          |                                               | 169                                           | 169                                           |
| 1905 | 1905                                          |                                               | 208                                           | 208                                           |
| 1910 | 1910                                          |                                               | 216                                           | 216                                           |
| 1925 | 1925                                          |                                               | 228                                           | 228                                           |
| 1939 | 1939                                          |                                               | 270                                           | 270                                           |
| 1946 | 1946                                          |                                               | 354                                           | 354                                           |
| 1950 | 1950                                          |                                               | 358                                           | 358                                           |
| 1956 | 1956                                          |                                               | 339                                           | 339                                           |
| 1961 | 1961                                          |                                               | 366                                           | 366                                           |
| 1967 | 1967                                          |                                               | 957                                           | 957                                           |
| 1970 | 1970                                          |                                               | 844                                           | 844                                           |
| 1980 | 1980                                          |                                               | ?                                             | ?                                             |
| 1994 | 1994                                          |                                               | 754                                           | 754                                           |
| 2004 | 2004                                          |                                               | 666                                           | 666                                           |
| 2011 | 2011                                          |                                               | 585                                           | 585                                           |
| Datenquelle: Historisches Gemeindeverzeichnis für Hessen: Die Bevölkerung der Gemeinden 1834 bis 1967. Wiesbaden: Hessisches Statistisches Landesamt, 1968. Weitere Quellen: bis 1970 LAGIS; nach 1980. Stadt Bad Hersfeld; Zensus 2011 |                                               |                                               |                                               |                                               |

## Politik
Für Petersberg besteht ein Ortsbezirk (Gebiete der ehemaligen Gemeinde Petersberg) mit Ortsbeirat und Ortsvorsteher nach der Hessischen Gemeindeordnung.
Der Ortsbeirat besteht aus neuen Mitgliedern. Seit den Kommunalwahlen in Hessen 2021 gehören alle Mitglieder der der Liste „GL“ an. Ortsvorsteher ist Bernd-Paul Schmalbauch.

## Verkehr
Durch den Ort führt die Bundesstraße 62. Von ihr aus zweigen die Kreisstraßen 21 (Straße „Am Windrad“) und 17 (Wippershainer Straße) in den Ortskern ab.
Südlich, oberhalb vom Ort auf dem Glasbachsrück, läuft die Bundesautobahn 4 vorbei.

## Sehenswürdigkeiten
- Evangelische Pfarrkirche aus der Mitte des 18. Jahrhunderts mit bemerkenswerten Vasa sacra[8]
- Bogenstein des Kirchenportals der alten Kirche, in den Westgiebel der neuen Friedhofskapelle eingelassen.
- Reste eines alten Klosterkellers auf Privatgrund des Hofes Johannes Lotz III.
- Replik des Dorfbrunnens aus dem Jahr 1985.